# Enrique José Parravano Marino
Enrique José Parravano Marino SDB (ur. 8 listopada 1955 w Turmero) – wenezuelski duchowny katolicki, biskup Maracay od 2019.

## Życiorys
14 stycznia 1984 otrzymał święcenia kapłańskie w zgromadzeniu salezjanów. Pracował w klasztorach w Puerto la Cruz, Méridzie i w Caracas. Był także ekonomem wenezuelskiej prowincji zakonnej.
27 kwietnia 2016 papież Franciszek mianował go biskupem pomocniczym archidiecezji Caracas, ze stolicą tytularną Isola. Sakry biskupiej udzielił mu 9 lipca 2016 kardynał Jorge Liberato Urosa Savino.
19 lipca 2019 papież mianował go biskupem diecezji Maracay. 28 września 2019 kanonicznie objął urząd, a następnego dnia odbył ingres do katedry w Maracay.